# Alan Jacobs
Alan Jacobs (* 1. Dezember 1958 in New York City) ist ein US-amerikanischer Filmemacher.
Er absolvierte die öffentliche Tappan Zee High School in Orangeburg (New York), bereitete sich kurze Zeit an der Wesleyan University auf ein Medizinstudium vor, wandte sich dann jedoch dem Schreiben zu.
Er absolvierte die Stanford Business School (MBA 1988) und arbeitete dann für Apple an Werbevideos. Um seine Filmkarriere voranzubringen, zog er nach Los Angeles. Sein erster Langfilm, den er für $600.000 unabhängig produziert hatte, wurde angenommen auf dem Sundance Film Festival und dem Toronto International Film Festival.

## Filmografie
- 1994: Nina Takes a Lover
- 1995: Mail Bonding
- 2000: Sindbad & Serena – Im Land der Nebelschleier
- 2000: Just One Night
- 2002: American Gun
- 2009: Down for Life